# Sibylle av Sachsen
Sibylle av Sachsen, född 2 maj 1515 i Freiberg, 18 juli 1592 i Buxtehude, var hertiginna av Sachsen-Lauenburg 1543-1581. Hon gifte sig i Dresden den 8 februari 1540 med hertig Franz I av Sachsen-Lauenburg.
Äktenskapet var olyckligt och maken anklagade henne för grymhet. 1552 bad Sibylle sin bror Moritz om ekonomisk hjälp så att hennes man kunde lösa in några av Lübecks gods och byar. Hon spelade en framträdande roll 1588 under hennes son Moritz förhållande med Gisela Tschammer, mot vilken hon väckte en häxprocess.  